# Катарина Вуковић Хрватинић
Катарина Вуковић Хрватинић, (друга половина XIV вијека, ? – прије 10. марта 1421, ?) војвоткиња и друга супруга великог војводе Сандаља Хранића Косаче.

## Биографија
Била је ћерка банице Анке и бана Вука Вукчића Хрватинића, братаница херцега Хрвоја Вучкића, и жена великог војводе Сандаља Хранића Косаче. Након очеве смрти, крајем 1399. са мајком и сестром Јеленом појавила се као насљедница баштинских посједа у Лучкој жупанији, градова Островица и Скрадин. Као малољетна, Катарина је била обећана кнезу Карлу Курјаковићу, сину крбавског кнеза Павла, са којим је била у блиском сродству, па је затражена дозвола од папе Бонифација IX, који је булом од 22. јуна 1401. одобрио њихову брачну везу. У промијењеним политичким приликама, Катарина се, крајем априла или почетком маја 1405, удала за Сандаља Хранића Косачу. У мају 1406. Анка, Катарина и Сандаљ отворили су заједнички депозит код дубровачких власти. У наредном периоду укупно је уложено новчаних средстава у вриједности око 14.000 дуката, око 25 кг сребра у комадима и драгоцјени предмети тежине око 73 кг. Почетком 1410. избило је непријатељство између Хрватинића и Косача, чиме је брачна веза између Катарине и Сандаља доведена у питање. Сандаљ је 4. марта 1410. издао документ у коме се заклео да ће баницу Анку поштовати као сопствену мајку, као и да у случају Катаринине смрти, за баничиног живота, неће довести другу жену. Крајем 1410. Млетачкој републици продата је Островица и уступљена су јој права на Скрадин. У мају 1411. Анка, Катарина и Сандаљ уложили су заједно новац на добит у Венецији. У другој половини 1411. раскинута je брачна заједница између Катарине и Сандаља. Крајем 1412. венецијански депозит подијељен је на два дијела, а почетком 1413. угашен дубровачки депозит. Анка и Катарина отвориле су засебан депозит у Дубровнику, који је угашен средином 1413. године.